# Ердут
Ердут је насеље и општина у источној Славонији, Република Хрватска. Према резултатима пописа из 2021. у општини је живело 5.436 становника, а у самом насељу је живело 561 становник.

## Историја
Ердут је са Алмашом 1885. године био у Даљском изборном срезу, са 324 становника.
До нове територијалне организације у Хрватској, подручје Ердута припадало је великој предратној општини Осијек. Данас је Ердут општина у саставу Осјечко-барањске жупаније, са већинским српским становништвом. У књизи Власте Швогер Србину католичке вјере Андрији Торквату Брлићу (2012. година) на страни 127 пише да је Ердут добио име по породици Ердоди која је изнад данашњег Ердута саградила дворац. Раније су се звали Бакач али су временом придодали овај мађарски назив.

## Становништво

### Попис 1991.
На попису становништва 1991. године, насељено место Ердут је имало 1.459 становника, следећег националног састава:
| Попис 1991.‍   | Попис 1991.‍  | Попис 1991.‍ | Попис 1991.‍ | Попис 1991.‍ |
| ------------- | ------------ | ----------- | ----------- | ----------- |
|               |              |             |             |             |
| Хрвати        | Хрвати       |             | 798         | 54,69%      |
| Срби          | Срби         |             | 333         | 22,82%      |
| Мађари        | Мађари       |             | 162         | 11,10%      |
| Југословени   | Југословени  |             | 88          | 6,03%       |
| Роми          | Роми         |             | 5           | 0,34%       |
| Румуни        | Румуни       |             | 5           | 0,34%       |
| Албанци       | Албанци      |             | 4           | 0,27%       |
| Немци         | Немци        |             | 2           | 0,13%       |
| Муслимани     | Муслимани    |             | 1           | 0,06%       |
| Руси          | Руси         |             | 1           | 0,06%       |
| Русини        | Русини       |             | 1           | 0,06%       |
| Црногорци     | Црногорци    |             | 1           | 0,06%       |
| остали        | остали       |             | 2           | 0,13%       |
| неопредељени  | неопредељени |             | 21          | 1,43%       |
| регион. опр.  | регион. опр. |             | 2           | 0,13%       |
| непознато     | непознато    |             | 33          | 2,26%       |
| укупно: 1.459 |              |             |             |             |

### Попис 2011.
На попису становништва 2011. године, општина Ердут је имала 7.308 становника, од чега у самом Ердуту 805.
| Попис 2011.‍   | Попис 2011.‍ | Попис 2011.‍ | Попис 2011.‍ | Попис 2011.‍ |
| ------------- | ----------- | ----------- | ----------- | ----------- |
|               |             |             |             |             |
| Срби          | Срби        |             | 3.987       | 54,56%      |
| Хрвати        | Хрвати      |             | 2.774       | 37,96%      |
| Мађари        | Мађари      |             | 370         | 5,06%       |
| остали        | остали      |             | 177         | 2,42%       |
| укупно: 7.308 |             |             |             |             |

### Попис 2021.
На попису становништва 2021. године, општина Ердут је имала 5.436 становника, од чега у самом Ердуту 561.
| Попис 2021.‍   | Попис 2021.‍ | Попис 2021.‍ | Попис 2021.‍ | Попис 2021.‍ |
| ------------- | ----------- | ----------- | ----------- | ----------- |
|               |             |             |             |             |
| Срби          | Срби        |             | 2.918       | 53,68%      |
| Хрвати        | Хрвати      |             | 2.093       | 38,50%      |
| Мађари        | Мађари      |             | 268         | 4,93%       |
| остали        | остали      |             | 157         | 2,88%       |
| укупно: 5.436 |             |             |             |             |

## Галерија
- Мапа општине Ердут
- Замак у Ердуту